# 信越富士通
信越富士通株式会社（しんえつふじつう）は、長野県上水内郡信濃町に本社・製造拠点を置いていた、コンピュータ関連機器の製造メーカー。

## 主な事業
富士通向け補助記憶装置システムや、自社事業としてパソコンや携帯電話向けのプリント基板の微細な穴開け加工・実装、データ障害の復旧事業などを行っていた。

## 沿革
- 1964年 - 会社設立
- 2012年8月31日 - 同社事業を2012年中に終了し、記憶装置関連事業は石川県内の拠点に、プリント基板関連事業は長野市の富士通インターコネクトテクノロジーズ（2022年にFICT株式会社に社名変更[2]）に、その他の事業は富士通子会社の新光電気工業に移管すると発表した[3]。同社はFICTに吸収合併され、黒姫事業所としてプリント基板関連事業を引き継ぐ[4]。
- 2013年1月1日 - FICTに吸収合併。